# Gymnocanthus tricuspis
Gymnocanthus tricuspis és una espècie de peix pertanyent a la família dels còtids.

## Descripció
- Fa 30 cm de llargària màxima.[6][7]

## Alimentació
Menja petits amfípodes i poliquets bentònics.

## Hàbitat
És un peix marí, demersal i de clima polar (-2 °C-13 °C; 84°N-43°N) que viu entre 0-451 m de fondària.

## Distribució geogràfica
Es troba als Estats Units (incloent-hi Alaska), el Canadà, Groenlàndia, Islàndia, Noruega (incloent-hi Svalbard) i Rússia.

## Costums
És bentònic.

## Observacions
És inofensiu per als humans.